# Cyclura rileyi
Espèce
Synonymes
- Cyclura nuchalis Barbour & Noble, 1916
- Cyclura cristata Schmidt, 1920

Statut de conservation UICN

 EN C2a : En danger
Statut CITES
Cyclura rileyi est une espèce de sauriens de la famille des Iguanidae endémique des Bahamas, et notamment de trois groupes d'îles : Acklins, San Salvador et les îles Exumas, chacun abritant sa propre sous-espèce. C'est un iguane assez coloré, qui peut arborer des tons rouges, roses, orange, jaunes, verts, bruns ou gris, généralement avec des marques plus sombres ; les colorations les plus vives sont celles des mâles. Cet iguane est essentiellement herbivore, se nourrissant de feuilles, de fleurs et de fruits de différentes plantes. L'accouplement a lieu de mai à juin, puis les femelles pondent entre 3 et 10 œufs qui éclosent en septembre et octobre. Les effectifs de cette espèce sont aujourd'hui très faibles, décimés par l'introduction de divers prédateurs sur les îles dans lesquelles ils vivent, comme les rats noirs, ratons-laveurs, chiens, mangoustes, sangliers, et chats, ainsi que par le braconnage. Un programme d'élevage en captivité tente d'être mis en place pour la préserver, mais elle est actuellement classée comme « en danger critique d'extinction » par l'UICN.

## Anatomie et morphologie

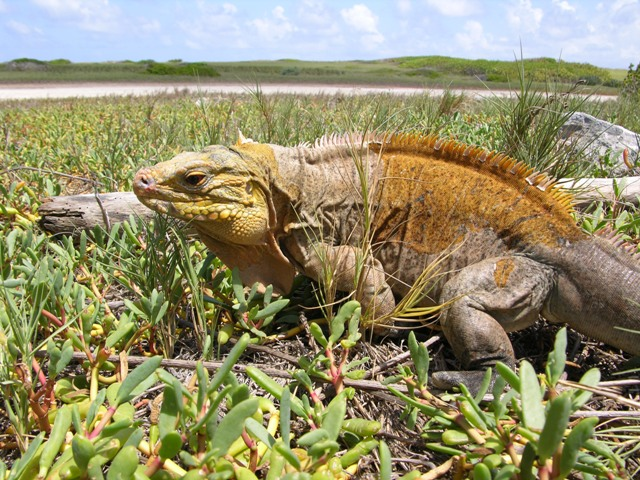
Cyclura rileyi rileyi à Low Cay.

Mesurant 300 à 390 mm de long à maturité sans la queue, pour un poids pouvant atteindre 1,25 kg, Cyclura rileyi est un iguane coloré qui affiche des tons différents d'une sous-espèce à l'autre et même d'un individu à l'autre. Le dos de ce lézard varie du rouge, orange ou jaune au vert, brun ou gris, généralement avec des marques plus sombres. Les couleurs très vives (rouge, orange, bleu ou jaune) sont en règle générale l'apanage des mâles et sont plus prononcées quand la température corporelle est élevée. Les iguanes immatures ne portent pas de couleurs vives, et présentent des tons bruns ou gris avec des rayures légèrement plus sombres.
Cette espèce, comme les autres espèces de Cyclura, présente un dimorphisme sexuel bien marqué ; les mâles sont plus grands que les femelles, et ont une crête dorsale plus proéminente et de plus grands pores fémoraux sur leurs cuisses, qui sont utilisés pour relâcher des phéromones,.

## Biologie et écologie

### Comportement
Les mâles sont territoriaux, et défendent activement leur territoire dont ils chassent les autres mâles, engageant parfois le combat avec eux, et certains iguanes ont été observés portant des traces de morsures à la suite de tels combats. Ils défendent également les femelles présentent sur ces territoires. Les femelles ne sont pas territoriales, mais défendent leurs nids pendant sa construction et parfois pendant quelques semaines après la ponte.

### Alimentation
Comme toutes les espèces de Cyclura, Cyclura rileyi est essentiellement herbivore, consommant des feuilles, des fleurs et des fruits de 7 espèces de plantes différentes comme Rachicallis americana et Opuntia stricta. Ce régime est très rarement complété par des larves d'insectes, des crabes, des limaces, des charognes d'oiseaux et des champignons.
Une étude menée en 2000 par le docteur Allison Alberts au zoo de San Diego a révélé que ces animaux participent à la dissémination des graines de plusieurs plantes, et que les graines qui sont passées par leur tractus digestif germent plus rapidement que les autres,. Ces graines contenues dans les fruits consommés par les iguanes ont un réel avantage adaptatif puisqu'elles germent avant la fin de la très courte saison des pluies. Cyclura rileyi représente également un très bon moyen de dissémination de ces graines, notamment lorsque les femelles migrent vers les sites de nidification et, en tant que plus grand herbivore dans leur écosystème insulaire, ils sont essentiels pour maintenir un équilibre entre le climat et la végétation.
Comme les autres lézards herbivores, Cyclura rileyi doit faire face à un problème d'osmorégulation : la matière végétale contient plus de potassium et moins d'éléments nutritionnels en proportion que de la viande, et les animaux doivent donc en consommer de plus grandes quantités pour satisfaire leurs besoins métaboliques. A la différence de ceux des mammifères, les reins des reptiles ne peuvent pas concentrer leur urine pour préserver l'eau corporelle. A la place les reptiles excrètent à travers leur cloaque de l'acide urique toxique. Dans le cas de Cyclura rileyi, qui consomme beaucoup de végétaux, l'excès d'ions salés est excrété via une glande à sel de la même manière que les oiseaux.

### Cycle de vie
La femelle atteint la maturité sexuelle quand elle atteint la taille de 20 cm de long sans la queue, pour un poids d'environ 300 g. Les mâles deviennent matures à une taille légèrement supérieure, vers l'âge de 7 ans.
L'accouplement a lieu en mai et juin, et cette espèce est polygame. Mâles et femelles ont été observés copulant avec différents partenaires, mais plusieurs accouplements avec le même partenaire ont également été observés. L'espèce est ovipare, les pontes comprennent entre 3 et 10 œufs et sont réalisées en juin ou juillet, dans des nids creusés dans la terre et exposés au soleil. Les nouveau-nés émergent des terriers qui leur servent de nids en septembre et octobre.

## Répartition

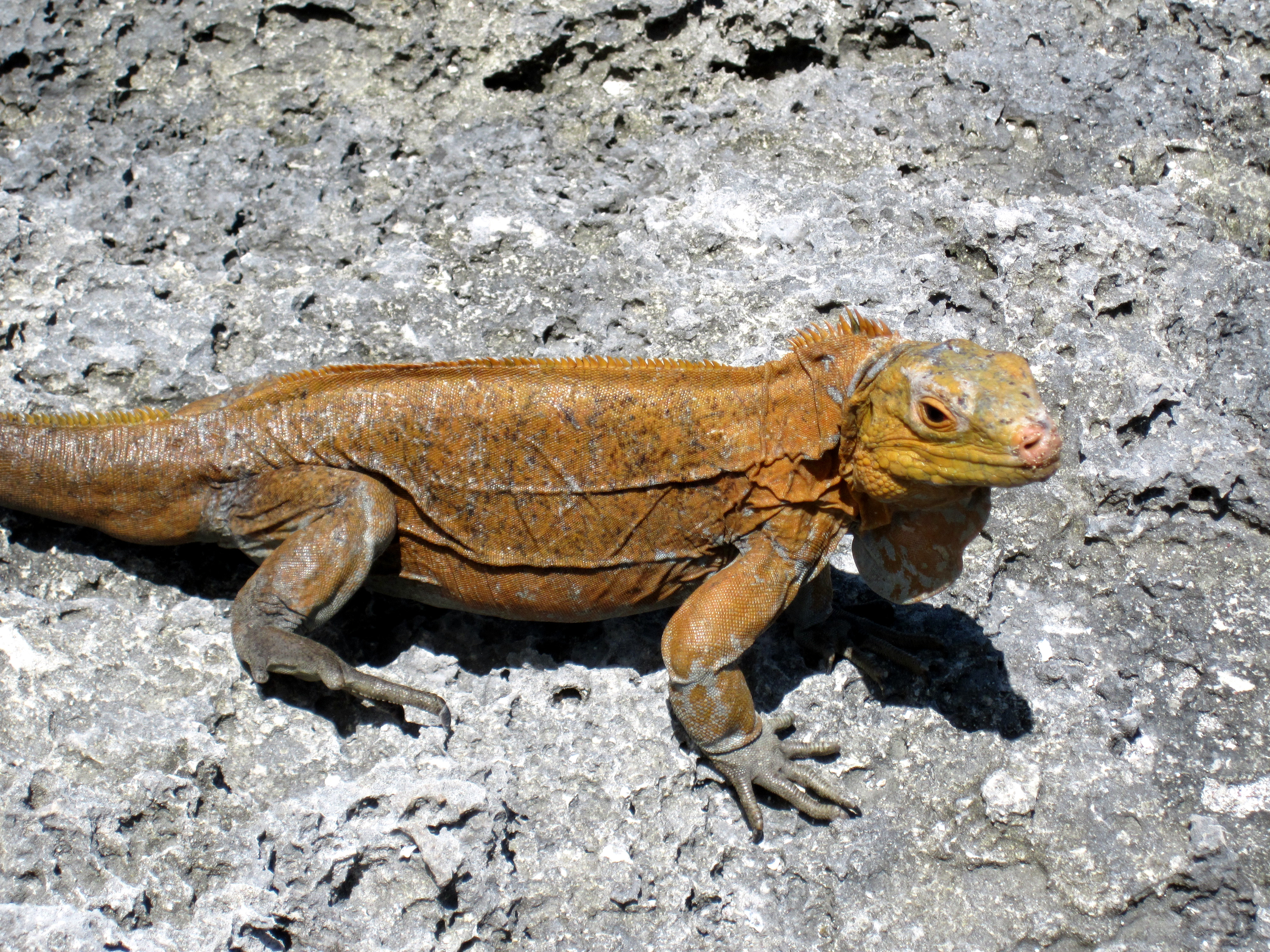
Sous-espèce nominale à Green Cay, au large de San Salvador.

Cette espèce est endémique des Bahamas. Autrefois présente sur toutes les grandes îles de l'archipel, on ne compte aujourd'hui plus que six populations vivant sur de petits cayes au sein de trois groupes d'îles : Acklins, San Salvador et les îles Exumas. A San Salvador, les iguanes peuplaient autrefois l'île principale, mais ils se limitent aujourd'hui à deux cayes, Guana Cay et Pigeon Cay, ainsi que quatre très petites cayes situées au large de San Salvador (Goulding, Green, Low, Manhead). En 2005, 10 individus ont été déplacés de Green Cay à Cut Cay, voisine, pour créer une nouvelle population. Dans les îles Exumas on rencontre uniquement cet iguane sur White Cay, et dans les îles Acklins on le rencontre sur Fish Cay et North Cay.
Une étude de 1995 a estimé qu'il restait entre 426 et 639 spécimens à l'état sauvage, et ce nombre a vraisemblablement encore baissé depuis, notamment après que l'ouragan Floyd ait détruit une partie de l'habitat de ces animaux. Les trois groupes d'îles, chacun présentant sa propre sous-espèce, sont situées sur des bancs différents, et n'étaient pas reliés au moment de la dernière période glaciaire, quand le niveau des eaux était inférieur de 100 m à la situation actuelle.
Cette espèce peut s'adapter à divers habitats, comme les zones rocailleuses, les dunes de sable, les taillis côtiers et les végétations de mangrove, mais elle requiert la présence de zones au sol meuble et sableux pour creuser son nid.

## Taxonomie et étymologie
Cyclura rileyi est une espèce de lézard menacée du genre Cyclura dans la famille des Iguanidae. Cette espèce a été décrite pour la première fois par Leonhard Hess Stejneger en 1902.
Le nom du genre Cyclura vient de l'ancien grec cyclos (κύκλος) signifiant « circulaire » et ourá (οὐρά) signifiant « queue », fait allusion aux larges anneaux bien visibles sur la queue de tous les représentants de ce genre. Son épithète spécifique, rileyi, est une forme latinisée du nom du biologiste américain Joseph Harvey Riley, en l'honneur de qui l'espèce a été nommée.
En 1975 deux nouvelles sous-espèces sont identifiées en plus de la sous-espèce nominale : C. r. nuchalis et C. r. cristata. Ces sous-espèces représentent ensemble l'espèce d'iguane la plus menacée de tous les Cyclura des Caraïbes, et sont considérés comme en danger critique d'extinction par l'UICN.
Voici la liste des sous espèces de Cyclura rileyi selon The Reptile Database (29 octobre 2015) :
- Cyclura rileyi cristata Schmidt, 1920 − îles Exumas
- Cyclura rileyi nuchalis Barbour & Noble, 1916 − Acklins
- Cyclura rileyi rileyi Stejneger, 1903 − San Salvador

## Sauvegarde
Les habitants indigènes des îles dans lesquelles vit cet iguane l'ont chassé depuis la période pré-coloniale pour sa viande et pour en faire une offrande lors de rites funéraires, mais le réel déclin de cette espèce est lié à la déforestation pour mettre en place des plantations et à l'introduction d'espèces nouvelles sur les îles. Les rats noirs, ratons-laveurs, chiens, mangoustes, sangliers, et chats introduits dans les îles ont engendré une chute des effectifs d'iguanes sous l'effet de la prédation. Par ailleurs, l'arrivée de la larve de mite Cactoblastis cactorum dans les Caraïbes s'est traduite par un déclin des cactus du genre Opuntia, une importante source de nourriture pour les iguanes. La population de Guana Cay a été réduite à 24 individus.
Parmi les autres menaces recensées on dénote le piétinement des nids par les touristes, les maladies liées à la consommation de déchets humains et le braconnage pour alimenter le marché des animaux domestiques exotiques. Malgré les règlementations liées à la vente de cette espèce protégée, il est très difficile d'enrayer ce marché, et par exemple en 2014 la police britannique a saisi un lot de 12 Cyclura rileyi en provenance des Bahamas. La consanguinité risque de poser également un problème s'il n'y a pas de transferts de gènes entre les animaux des différentes cayes.
En août 2007, aucun programme d'élevage en captivité n'existe en dehors des Bahamas. Le gouvernement bahamien a refusé la possibilité que des iguanes soient exportés en dehors des îles. Toutefois, les Ardastra Gardens de Nassau (New Providence Island, Bahamas) détiennent deux jeunes et projettent de mettre en place un programme d'élevage en captivité. Une campagne de sensibilisation est par ailleurs menée pour avertir le grand public de la situation de ce lézard endémique.

## Publications originales
- Barbour & Noble, 1916 : A revision of the lizards of the genus Cyclura. Bulletin of The Museum of Comparative Zoology, vol. 60, n. 4, p. 139-164 (texte intégral).
- Schmidt, 1920 : A new Cyclura from White Cay, Bahama Islands. Proceedings of the Linnaean Society of New York, vol. 33, p. 6-7.
- Stejneger, 1903 : A new species of large iguana from the Bahama Islands. Proceedings of the Biological Society of Washington, vol. 16, p. 129-132 (texte intégral).